# Doctrina Bréjnev
La Doctrina Bréjnev -també coneguda com a Doctrina de la sobirania limitada- va ser una política estrangera soviètica, primer i més clarament esbossada per S. Kovalev el 26 de setembre de 1968 al diari Pravda, en un article titulat "Sobirania i Obligacions Internacionals dels Països Socialistes". Leonid Bréjnev la reiterà en un discurs en el Cinquè Congrés del Partit Obrer Unificat Polonès el 13 de novembre de 1968, afirmant:
| « | Quan les forces que són hostils al socialisme intenten modificar el desenvolupament d'alguns països socialistes cap al capitalisme, no és només un problema del país, sinó que és un problema comú que preocupa a tots els països socialistes. | » |

Aquesta doctrina s'anuncià per justificar retroactivament la Invasió soviètica de Txecoslovàquia de l'agost de 1968, que acabà amb la Primavera de Praga, juntament amb anteriors intervencions militars soviètiques, com durant la revolució hongaresa de 1956. Aquestes invasions eren mitjans per posar un punt final als esforços d'alliberament democràtic i als alçaments que potencialment podien comprometre l'hegemonia soviètica al Bloc Oriental, que era considerat pels soviètics com un coixí essencialment defensiu i estratègic pel cas que esclatessin les hostilitats amb l'OTAN.
A la pràctica, aquesta política significava que es limitava la independència permesa als partits comunistes locals. Més encara, no es permetria a cap país que abandonés el Pacte de Varsòvia, que es destorbés el monopoli del poder del Partit Comunista, o que de qualsevol manera es comprometés la unitat del Bloc Oriental. En aquesta doctrina quedava implícit que el lideratge de la Unió Soviètica, que es reservava per a si mateixa el dret a definir el socialisme i el capitalisme. Tot seguit de l'anunci de la Doctrina Bréjnev, se signaren nombrosos tractats entre la Unió Soviètica i els seus països satèl·lits per reafirmar aquests punts i per assegurar encara més la cooperació interestatal.
Els principis d'aquesta doctrina eren tan amples que els soviètics els empraren fins i tot per justificar la seva intervenció militar en països aliens al Pacte de Varsòvia, com a Afganistan el 1979. La Doctrina Bréjnev va seguir efectiva fins que acabà finalment amb la no invasió soviètica de Polònia durant la crisi de 1980-81 i posteriorment va ser rebutjada quan Mikhaïl Gorbatxov es negà a emprar la força per evitar la celebració d'eleccions lliures a Polònia el 1989, fet que va permetre que Solidarność derrotés el Partit Comunista. El 1989 va ser superada per la Doctrina Sinatra.